# Costa del Maresme
De Costa del Maresme ligt in het noorden van de provincie Barcelona, ten zuiden van de Costa Brava, en loopt vanaf Blanes tot aan de stad Barcelona aan de Middellandse Zee. De kuststrook is ongeveer 50 kilometer lang, en valt onder de zogenaamde comarca Maresme.
De kust bestaat voornamelijk uit zandstrand, een steile kust en een gematigd klimaat.

## Badplaatsen

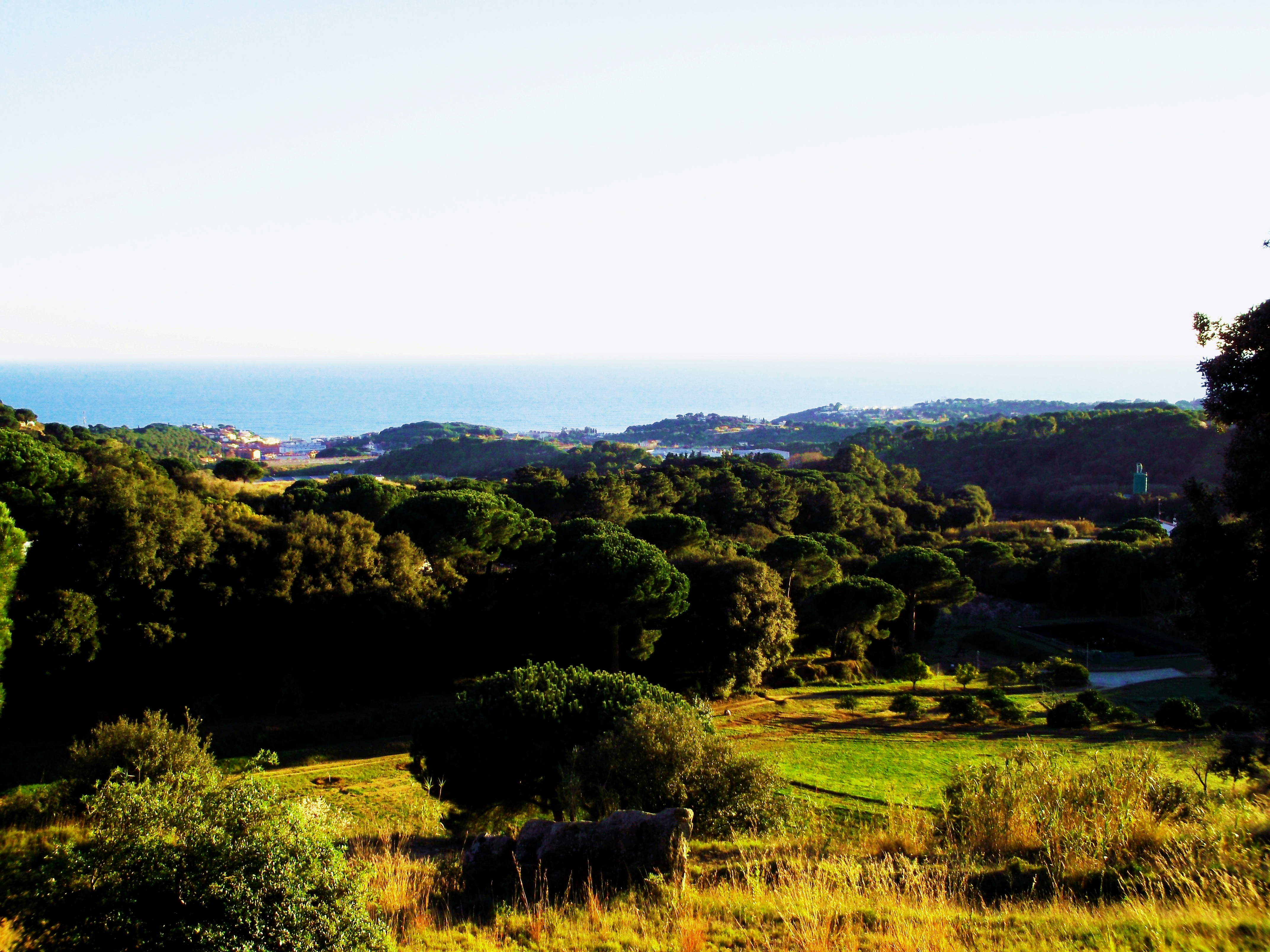
Canet de Mar

- Pineda de Mar
- Canet de Mar
- Calella
- Malgrat de Mar
- Santa Susanna

## Cultuur
De culturele trekpleisters zijn de archeologische vondsten in Burriac en Mataró, de barokke architectuur in Arenys de Mar, het modernisme in Canet en Argentona. Andere toeristische centra zijn Malgrat, Arenys de Mar, Sant Andreu de Llavaneras, Alella. De Costa del Maresme wordt ook de groententuin van Spanje genoemd. In de streek worden aardbeien, kersen, tomaten en bonen gekweekt. De witte wijn van Alella is beroemd.

## Infrastructuur
Langs de kust loopt de N-II en een spoorlijn. Bijna alle hotels en appartementen liggen aan de landzijde, waardoor deze weg en spoorlijn moet worden overgestoken om aan het strand te komen. Op veel plaatsen zijn echter (voetgangers)tunnels.